# كارلوس تيران
كارلوس تيران (بالإسبانية: Carlos Terán) هو لاعب كرة قدم كولومبي في مركز الهجوم، ولد في 24 سبتمبر 2000 في Turbo, Colombia ‏ في كولومبيا. لعب مع نادي إنفيغادو.

## وصلات خارجية
- كارلوس تيران على موقع الدوري الأمريكي (الإنجليزية)
- كارلوس تيران على موقع قاعدة بيانات كرة القدم.إي يو (الإنجليزية)
- كارلوس تيران على موقع Soccerway.com (الإنجليزية)